# حقل نفط الأحواز
حقل نفط الأهواز (بالفارسية: میدان نفتی اهواز) هو حقل نفط إيراني يقع في الأهواز محافظة خوزستان. تم اكتشافه في عام 1953 وطورته شركة النفط الوطنية الإيرانية. وقد بدأ الإنتاج في عام 1954. حقل الأهواز هو واحد من أغنى حقول النفط في العالم مع احتياطيات مؤكدة تقدر بحوالي 65.5 مليار برميل (~ 8.94 × 109 طن)، ويتركز الإنتاج على 750,000 برميل يوميا (119,000 متر مكعب/اليوم ).
وتعود ملكية هذا الحقل إلى شركة النفط الوطنية الإيرانية المملوكة للدولة والتي تديرها شركة النفط الوطنية الإيرانية الجنوبية (NISOC).